# Jean Sarrazin (théologien)
Pour les articles homonymes, voir Jean Sarrazin.
Jean Sarrazin, ou Johannes Sarracenus en latin, est un clerc, maître à l'école cathédrale de Poitiers au XIIe siècle.
Jean Sarrazin est l'auteur d'une traduction du grec au latin de Denys l'Aréopagite qui fut achevée en 1167. Hugues de Saint-Victor avait participé à la traduction jusqu'à sa mort en 1141. Même si Scot Érigène avait déjà traduit les textes de Denys, Jean considérait que les traductions latines de son époque posaient de nombreux problèmes d'interprétation et de complexité. Son texte a été utilisé par Thomas Gallus, Albert le Grand et Thomas d'Aquin.
Il est actif pendant l'exil en France de Jean de Salisbury (1164-1170), qui le presse de donner sa traduction. 
Il a écrit un commentaire sur la Hiérarchie céleste du même Denys.

## Éditions
- P. Chevallier (éd.), Dionysiaca : Recueil donnant l’ensemble des traditions latines des ouvrages attribués au Denys de l’Aréopagrite, 2 t., Desclée de Brouwer, 1937-50 ; Stuttgart, 1989.
- Patrologie latine t. 199[1]